# Amélie Decelle
Amélie Decelle (* 26. Juli 1980) ist eine französische Badmintonspielerin. 

## Karriere
Amélie Decelle gewann nach mehreren Nachwuchstiteln in Frankreich 2000 ihren ersten nationalen Titel bei den Erwachsenen. Weitere Titelgewinne folgten 2001 und 2002. 1999, 2001 und 2005 nahm sie an den Badminton-Weltmeisterschaften teil.

## Sportliche Erfolge
| Saison    | Veranstaltung                                | Disziplin   | Platz | Name                                |
| --------- | -------------------------------------------- | ----------- | ----- | ----------------------------------- |
| 1995/1996 | Französische Nachwuchsmeisterschaft (Cadets) | Damendoppel | 1     | Amélie Decelle / Elodie Eymard      |
| 1997/1998 | Französische Juniorenmeisterschaft           | Mixed       | 1     | Jean-Michel Lefort / Amélie Decelle |
| 1997/1998 | Französische Juniorenmeisterschaft           | Damendoppel | 1     | Elodie Eymard / Amélie Decelle      |
| 1998/1999 | Französische Juniorenmeisterschaft           | Mixed       | 1     | Jean-Michel Lefort / Amélie Decelle |
| 1998/1999 | Französische Juniorenmeisterschaft           | Damendoppel | 1     | Elodie Eymard / Amélie Decelle      |
| 1999      | Weltmeisterschaft                            | Mixed       | 33    | Vincent Laigle / Amelie Decelle     |
| 1999/2000 | Französische Meisterschaft                   | Damendoppel | 1     | Amélie Decelle / Elodie Eymard      |
| 2000/2001 | Französische Meisterschaft                   | Damendoppel | 1     | Amélie Decelle / Elodie Eymard      |
| 2001      | Weltmeisterschaft                            | Damendoppel | 33    | Amelie Decelle / Irina Gritsenko    |
| 2001/2002 | Französische Meisterschaft                   | Damendoppel | 1     | Amélie Decelle / Elodie Eymard      |
| 2005      | Weltmeisterschaft                            | Damendoppel | 33    | Amelie Decelle / Elisa Chanteur     |